# Districte de Hîncești
El districte de Hîncești (en romanès Raionul Hîncești) és una de les divisions administratives de la República de Moldàvia. La capital és Hîncești. L'u de gener de 2005, la població era de 119.800 habitants.